# تصویر عمومی از آنگلا مرکل

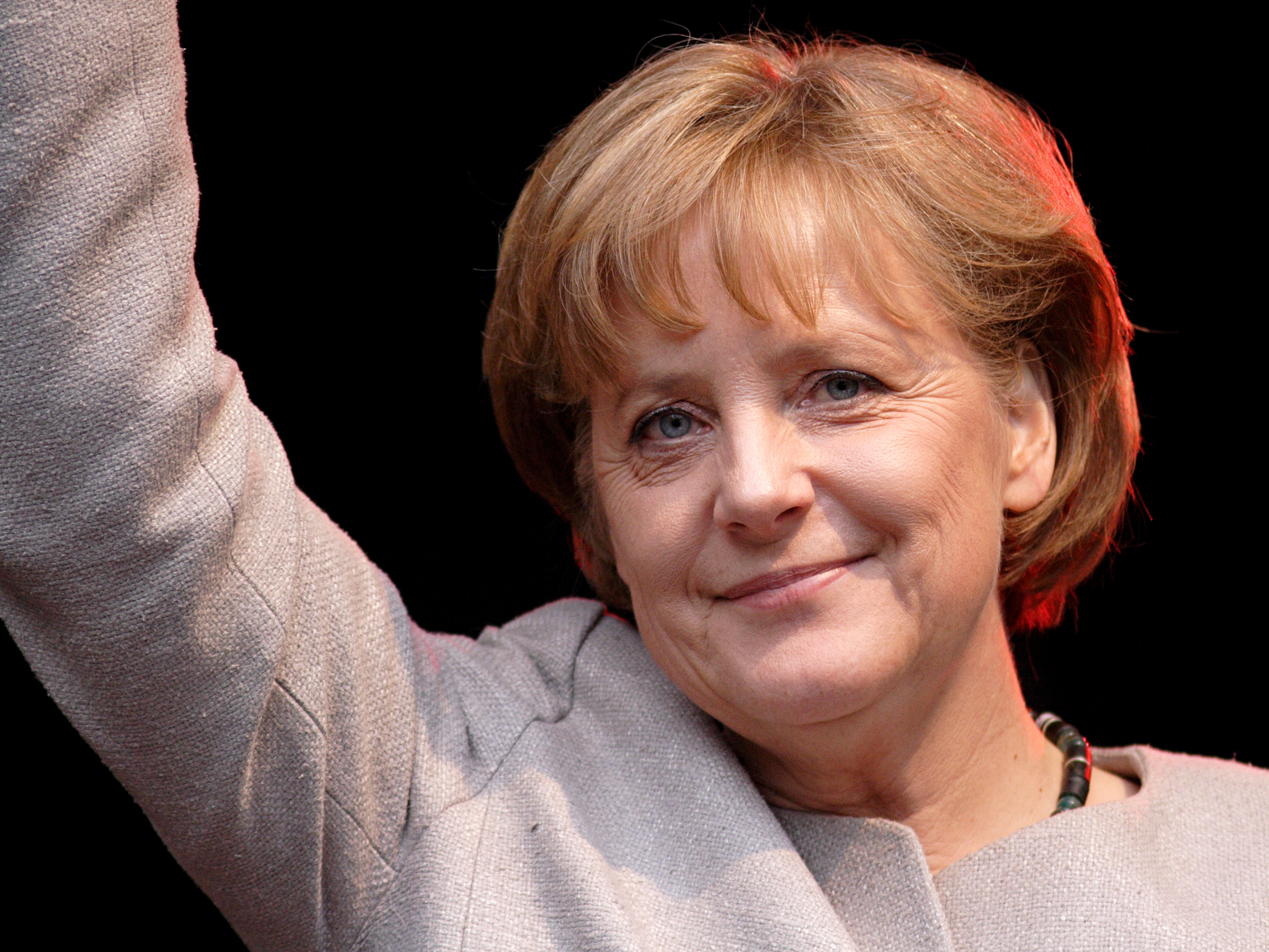
آنگلا مرکل در سال ۲۰۰۸

آنگلا مرکل نخستینن بار در سال ۲۰۰۵ به عنوان صدراعظم آلمان انتخاب شد و از آن زمان تاکنون سه بار در سال های ۲۰۰۹ ، ۲۰۱۳ و ۲۰۱۷ انتخاب شد. او در سال ۲۰۱۵ به عنوان شخصیت سال مجله تایم انتخاب شده است،  رتبه ۱ زنان قدرتمند در سال ۲۰۲۰، رتبه ۴ افراد قدرتمند در سال ۲۰۱۸ توسط فوربس،  و دکترای افتخاری بیشماری از جمله از دانشگاه هاروارد در مه ۲۰۱۹ اعطا شده است  مرکل خود نخستین دکترای خود را در سال ۱۹۸۶ در شیمی کوانتومی دریافت کرد.  در سال ۲۰۰۵، او نخستین زن و نخستین صدراعظمی است که از آلمان شرقی آلمان به این پست دست یافته. نام مستعار او "Mutti Merkel" یا مامان مرکل نشان دهنده نقش چندین دهه او به عنوان یک رهبر دلسوز و متفکر در آلمان است.

## پیشینه و هویت

### به عنوان یک مهاجر

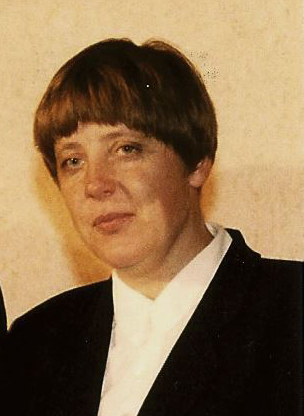
دکتر آنگلا مرکل در سال ۱۹۹۵

مرکل در سال ۱۹۵۴ در هامبورگ به دنیا آمد. در بحبوحه جنگ سرد، پدرش به همراه خانواده را از آلمان غربی به آلمان شرقی مهاجرت کردند. او زندگی در آلمان شرقی را "راحت" توصیف کرد.  مرکل در برخی مواقع پیشینه خود را به‌عنوان «اوسی» که آلمان‌های غربی برای توصیف آلمانی‌های شرق به کار می‌برند، تأکید کرده و پنهان کرده است. محققان توانایی مرکل برای دیپلماتیک و بی طرف ماندن را تا حدی به تاریخچه بزرگ شدن در آلمان شرقی و ترس از انتقام از سوی اشتازی نسبت می دهند. 

### دختری سخنور
مرکل در خانواده ای با شاخه پروتستان بزرگ شد. تربیت پروتستانی مرکل در سالهای اولیه حضور در صحنه سیاسی مشهود بود. او سبک زندگی مقرون به صرفه ای داشت و در پشت صحنه کار می کرد و از گرفتن قدرت سیاسی اجتناب می کرد.  قطب‌نمای اخلاقی تثبیت شده او همچنان او را در طول رویدادهای مختلف راهنمایی می‌کرد که در آن او مجبور بود بین افکار عمومی و کرامت انسانی معاوضه ایجاد کند. قابل توجه ترین آن مربوط بود به بحران پناهجویان در سال ۲۰۱۵، جایی که مرکل آلمان را از نظر تعداد پناهندگان پذیرفته شده به یک رهبر اروپایی تبدیل کرد. او "رهبری اخلاقی" خود را ایجاد کرد که با تعادل بین آنچه درست است و آنچه از نظر سیاسی مطلوب است دست و پنجه نرم می کند 

### به عنوان یک دانشمند

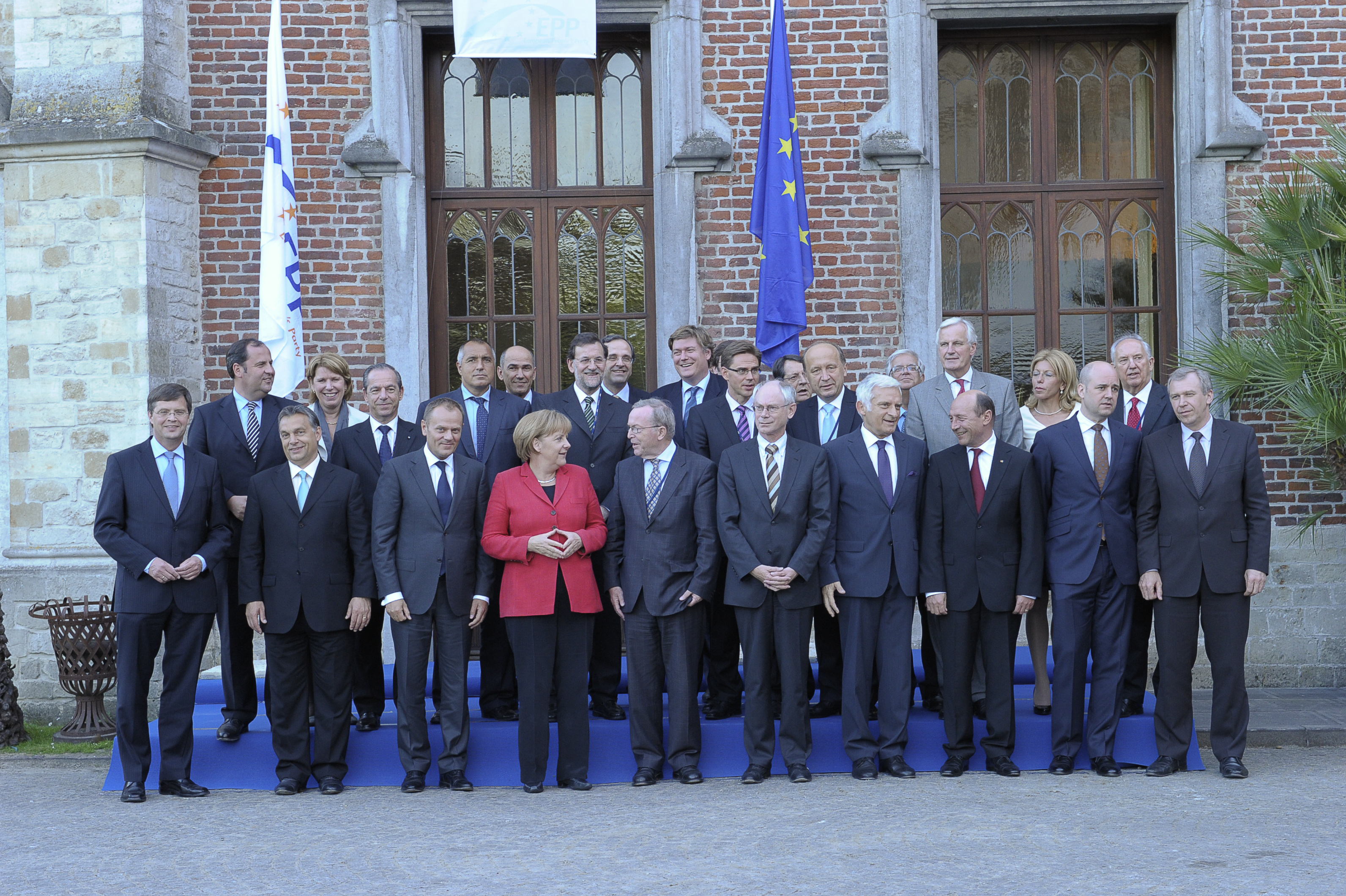
مرکل، در تصویر با رهبران اروپایی

مرکل که هنوز در جمهوری دموکراتیک آلمان زندگی می کرد، در رشته فیزیک تحصیل کرد و در سال ۱۹۷۸ از دانشگاه کارل مارکس در رشته فیزیک و شیمی فیزیک دانش آموخته شد. در سال ۱۹۸۶ تحصیلات خود را ادامه داد و مدرک دکتری در شیمی کوانتومی را دریافت کرد  مرکل از سال ۱۹۹۰ تا ۱۹۷۸ در آکادمی علوم  به کار خود ادامه داد، جایی که او یکی از معدود محققین زن بود.  محققان خاطرنشان می کنند که مرکل از حرفه خود در علوم برای اجتناب از رژیم آلمان شرقی استفاده کرد. حرفه ای در سیاست ممکن است این تجمل را برای او فراهم نکرده باشد. مرکل تا سی سالگی وارد عرصه سیاست نشد، زمانی که از تخصص به دست آمده در پست های کابینه آینده خود از جمله وزیر محیط زیست استفاده کرد.  اخیراً، سابقه او به عنوان یک کار بزرگ برای آلمان در طول همه گیری کووید ۱۹ دیده می شود. 

### به عنوان یک زن در سیاست
هنگامی که مرکل نخستین سفر سیاسی خود را در دهه ۱۹۹۰ آغاز کرد، او یکی از نخستین زنان در سیاست داخلی بود که در پست های کشوری، به ویژه در حزب محافظه کار خود دیده شد. با بالا رفتن رتبه‌های CDU ، با وجود اینکه مرکل سی و چند ساله بود و یک حرفه علمی و سیاسی تثبیت شده داشت، به عنوان «دختر کوچک» هلموت کوهل شناخته شد.  مرکل به عنوان یک سیاستمدار زن بدون نامزدی "به عنوان یک زن" به شهرت رسید. با این حال، صرف نظر از اینکه مرکل چگونه خود را طراحی می کند، عموم مردم در نتیجه گیری بر اساس جنسیت او تردیدی ندارند.  پوشش های معمولی از جمله تحلیل مدل مو و کمد لباس او را دنبال کرد.  با این حال، زمانی که مرکل از رهبری حزب کناره‌گیری کرد و اعلام کرد که در سال ۲۰۲۱ به دنبال انتخاب مجدد نخواهد بود، او در مورد مسائل زنان، از جمله شکاف جنسیتی در دستمزد و نمایندگی در سیاست، پر سر و صداتر شده است. مرکل از اظهار نظر در مورد اینکه آیا در بیشتر دوران فعالیت سیاسی خود به عنوان یک فمینیسم شناخته می شود یا نه، اجتناب کرد، و به این نکته اشاره کرد که ترجیح می دهد به خاطر رهبری خود خارج از هویت جنسیتی خود شناخته شود.  با این حال، او در مصاحبه ای در سال ۲۰۲۱ با چیماماندا انگزی آدیچی به صراحت اعلام کرد "بله، من یک فمینیست هستم".  مرکل به فراتر رفتن از هویت جنسیتی ادامه می دهد و تلاش می کند به خاطر دستاوردهایش مورد توجه قرار گیرد.

### تصویر سیاسی
مرکل به حزب خود، اتحادیه دموکرات مسیحی (CDU) پیوست که یک حزب راست میانه است، زمانی که آلمان برای اولین بار متحد شد. او به عنوان وزیر جوانان و امور به زنان (۱۹۹۴-۱۹۹۱)، وزیر محیط زیست (۱۹۹۸-۱۹۹۴) و رهبر اتحادیه دموکرات مسیحی (۲۰۱۸-۲۰۰۰) خدمت کرد. او نخستین دوره خود را به عنوان صدراعظم در سال ۲۰۰۵ به دست آورد و در سه دوره بعدی در سال های ۲۰۰۹ ، ۲۰۱۳ و ۲۰۱۷ برنده شد. مرکل چهار رئیس جمهور ایالات متحده ، پنج نخست وزیر بریتانیا ، چهار رئیس جمهور فرانسه و هفت نخست وزیر ایتالیا را دیده است. سال‌های رهبری مرکل با بحران‌های مالی، نهادی، مهاجرت و بهداشت عمومی همراه بود.  علیرغم دوران پر فراز و نشیب، او همچنان نماد ثبات و سلامت عقل برای آلمان و جهان بود.  از ژانویه ۲۰۲۱، آمار گزارش داد که ۸۴٪ از رهبری کلی آنگلا مرکل و کار به عنوان صدراعظم تایید می کنند  مرکل با میراث رهبری متفکرانه، پست خود را ترک خواهد کرد و به آلمان موقعیت مطلوبی در نظم نوین جهانی می دهد و نخستین زنی است که از آلمان شرقی به عنوان صدراعظم انتخاب شد.

### مامان مرکل
اتکا به مرکل و رهبری مستمر او از زمان نخستین انتخاب او در سال ۲۰۰۵ افزایش یافته است. شهرت او به عنوان "موتی مرکل" یا مامان مرکل شامل این ایده است که او یک شخصیت قابل اعتماد و قابل اعتماد است.  این نام مستعار برای اولین بار به عنوان یک اصطلاح حمایت کننده توسط مخالفان او برای توصیف او به عنوان "مادر آزرده" معرفی شد. حزب و هواداران او این نام را به عنوان یک اصطلاح دوست داشتنی و افتخاری تغییر دادند.  امروز، نام تجاری او که «موتی» است، سیاست‌های میانه‌روی را در بر می‌گیرد و قطب‌نمای اخلاقی او را در بحران‌ها راهنمایی می‌کند. در برخی مواقع این به معنای یک رهبر سفت و سخت است، مانند بحران یورو  ۲۰۰۸. در شرایط دیگر، مانند بحران پناهندگان، او برای انسانیت و شفقت فشار آورده است.

## رویدادهای قابل توجه

### دیدار با پوتین در سال ۲۰۰۷

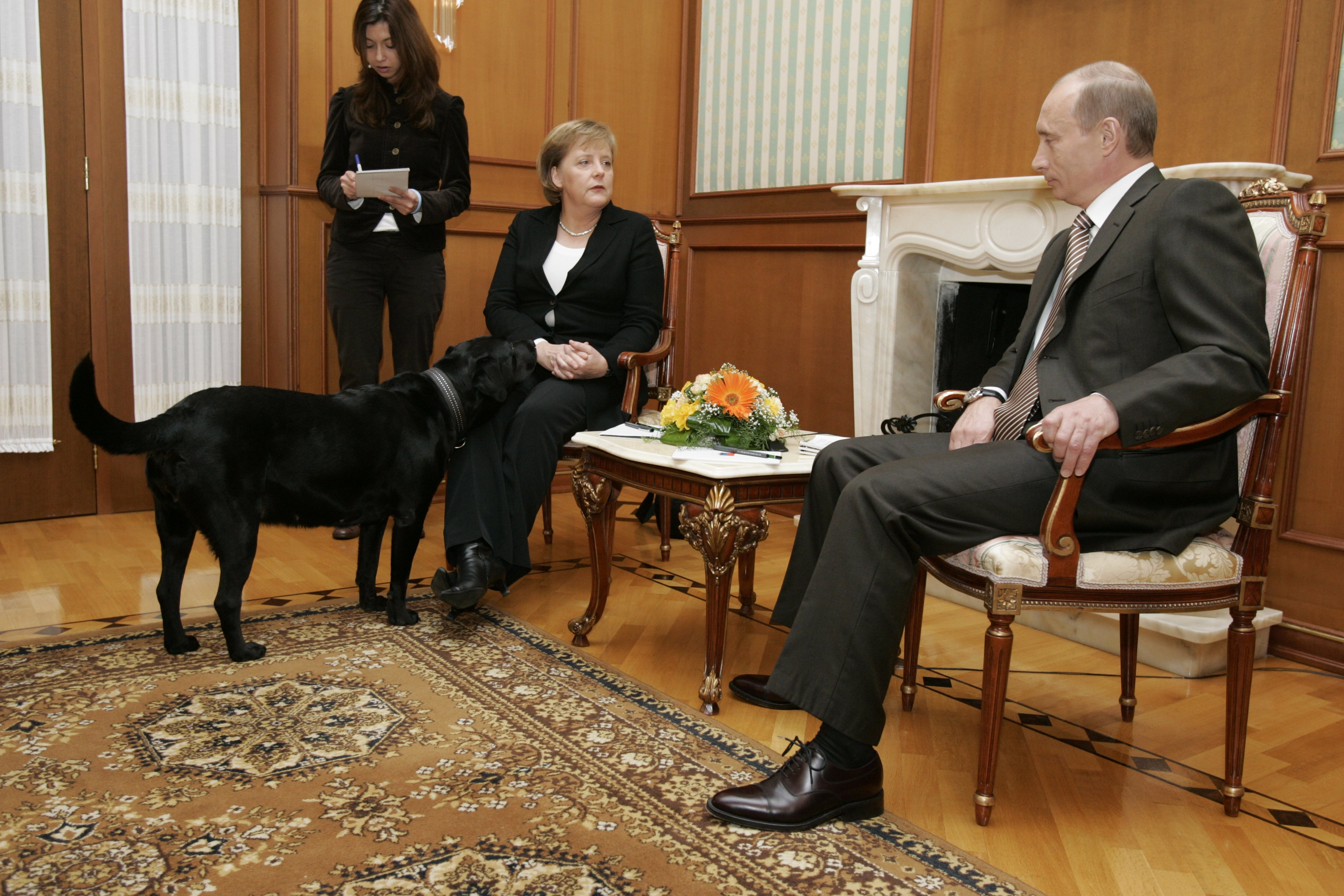
ملاقات مرکل با پوتین سگ پوتین

این دو رهبر در سال ۲۰۰۷ در سوچی برای بحث در مورد تامین انرژی ملاقات کردند. این رویداد قابل توجه نبود، اما زمانی که رئیس جمهور روسیه از سگ ۸ ساله خود لابرادور رتریور خواست تا به این دو بپیوندد، مرکل ترس شناخته شده ای از سگ داشت و به وضوح از این وضعیت ناراحت بود. واکنش او چیزی است که توجه خبرنگاران را به خود جلب کرد. صدراعظم در پاسخ به پوتین گفت: «بالاخره روزنامه نگاران را نمی خورد».  پس از این رویداد، او کنترل ماجرا را به دست گرفت. من می فهمم که چرا او باید این کار را انجام دهد - تا ثابت کند مرد است. ... او از ضعف خود می ترسد. روسیه هیچ سیاست یا اقتصاد موفقی ندارد. تنها چیزی که آنها دارند این است.» 

### بحران مالی سال ۲۰۰۸
بحران مالی اروپا برای صدراعظم یک اقدام بزرگ بود. بسیاری از کشورهای منطقه یورو قادر به پرداخت مستقل بدهی های دولتی خود نبودند و سایر کشورهای منطقه را در معرض خطر قرار دادند. اتحادیه اروپا باید برای جلوگیری از سقوط بیشتر مالی اقدام می کرد. پرسش این بود که بسته " کمک مالی " درست چه بود. در طول این بحران، مرکل شهرت خود را به عنوان رهبر اروپا به دست آورد. مرکل مجبور شد فراتر از منافع آلمان نگاه کند و رهبری اروپا را بر عهده بگیرد. او انتقاداتی را در رابطه با بسته کمک مالی "معیب" یونان دریافت کرده است که با ریاضت اقتصادی مخالف بود و به نظر می رسید به نفع بخش بانکداری آلمان است.  سوابق علمی او بینشی در مورد چگونگی کار مرکل برای یافتن راه حلی برای اتحادیه در آن زمان ارائه می دهد. او تصمیم گرفت و برای ارزیابی پیچیدگی وضعیت وقت گذاشت. با این حال، تردید برای اقدام زودتر همان چیزی است که محققان می گویند یونان و یورو را به سوراخ عمیق تری سوق داد. 

### جاسوسی سال ۲۰۱۳

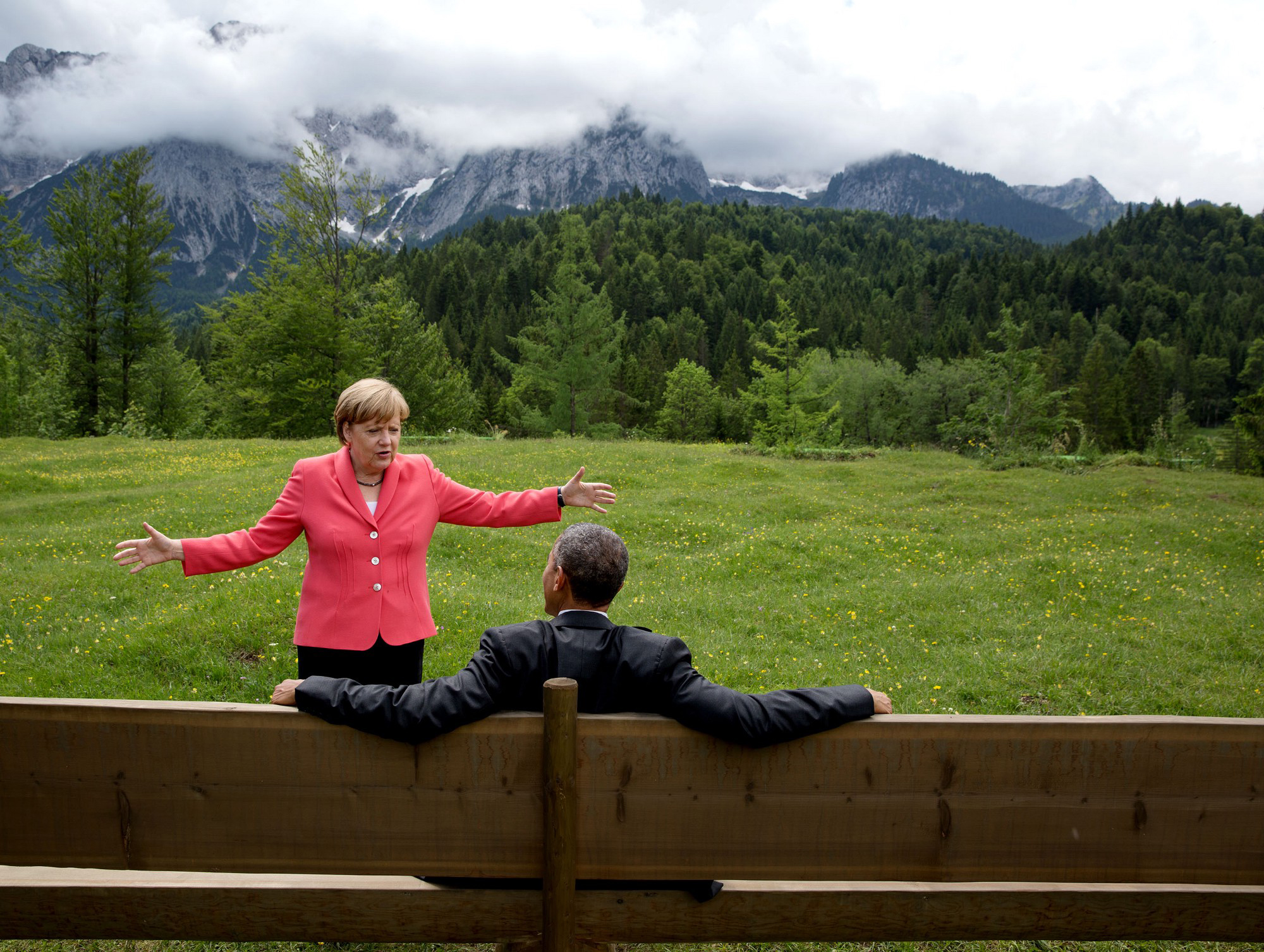
روابط مرکل و اوباما پس از رسوایی آژانس امنیت ملی ادامه یافت.

در سال ۲۰۱۳، گزارش‌ها حاکی از آن بود که آژانس امنیت ملی ایالات متحده در زمان باراک اوباما، رهبران اروپایی، از جمله خود صدراعظم را هک کرده و از آنها جاسوسی کرده است. طبق گزارش ها، اوباما مستقیماً با مرکل ارتباط داشت و به او اطمینان داد که این اتهامات کاملاً نادرست است. خشم در اروپا وجود داشت و از مرکل نقل شده است که گفت: «جاسوسی در میان دوستان - که به سادگی انجام نمی شود.  این رویداد برای مرکل که در دوران جنگ سرد که در آلمان شرقی بزرگ شد، جایی که جاسوسی از دوستان یک ترس رایج بود، نزدیک به خانه بود. گزارش شده است که او این واقعیت را به اوباما یادآوری کرده است و می گوید: "ما دیگر در جنگ سرد نیستیم.»  این رویداد مانع از همکاری دو رهبر نشد، اما الهام بخش پیشنهادهایی برای قانون اتحادیه اروپا علیه انتقال داده های دیجیتال بین اروپا و آمریکا بود. 

### شخصیت سال ۲۰۱۵
مجله تایم آنگلا مرکل را به عنوان "صدر اعظم جهان آزاد" به عنوان شخصیت سال معرفی کرد. این جایزه در دهمین سال ریاست مرکل به دست آمد، سالی که با آشفتگی سیاسی و بشردوستانه مشخص شد.  یونان دوباره در آستانه ورشکستگی قرار گرفت و تعداد پناهجویان فراری به سواحل اروپا به مقیاس غیرقابل کنترلی افزایش یافته بود. گزارش شده است که ۹۱۱۰۰۰ پناهنده تنها در سال ۲۰۱۵ به این سفر رفتند و از جنگ داخلی ، درگیری و فقر عمدتاً از افغانستان ، سوریه و عراق فرار کردند.  هنگامی که کشورها شروع به بستن مرزهای خود کردند، مرکل با کلمات معروف خود " wir schaffen das " یا "ما می توانیم این کار را انجام دهیم" متعهد به پذیرش یک میلیون پناهنده شد، حتی با کاهش محبوبیت.  صدراعظم در سراسر اتحادیه اروپا با انتقاداتی مواجه شد، جایی که یک سخنگوی مجارستانی گفت: "آلمانی ها فکر می کنند آمریکایی های اروپا هستند."  مجله تایم اشاره کرد که رهبری مرکل در طول بحران تحت تأثیر پیشینه او هم به عنوان یک مهاجر از آلمان شرقی سابق و هم تربیت مذهبی او بود که به عنوان یک قطب نما اخلاقی عمل می کرد که بشریت را بر محبوبیت سیاسی ترجیح می داد. اقدام سریع او برای استقبال از پناهندگان همان چیزی است که مجله برای عنوان سال ۲۰۱۵ ارزیابی کرد. تایم نامزدی مرکل را به پایان رساند و نوشت: «میراث مرکل – عمل رهبری جسورانه، پرمحتوا و بسیار همدلانه او – بیش از راحتی زندگی اروپایی را به چالش می کشد. 

### دیدار با ترامپ در سال ۲۰۱۷

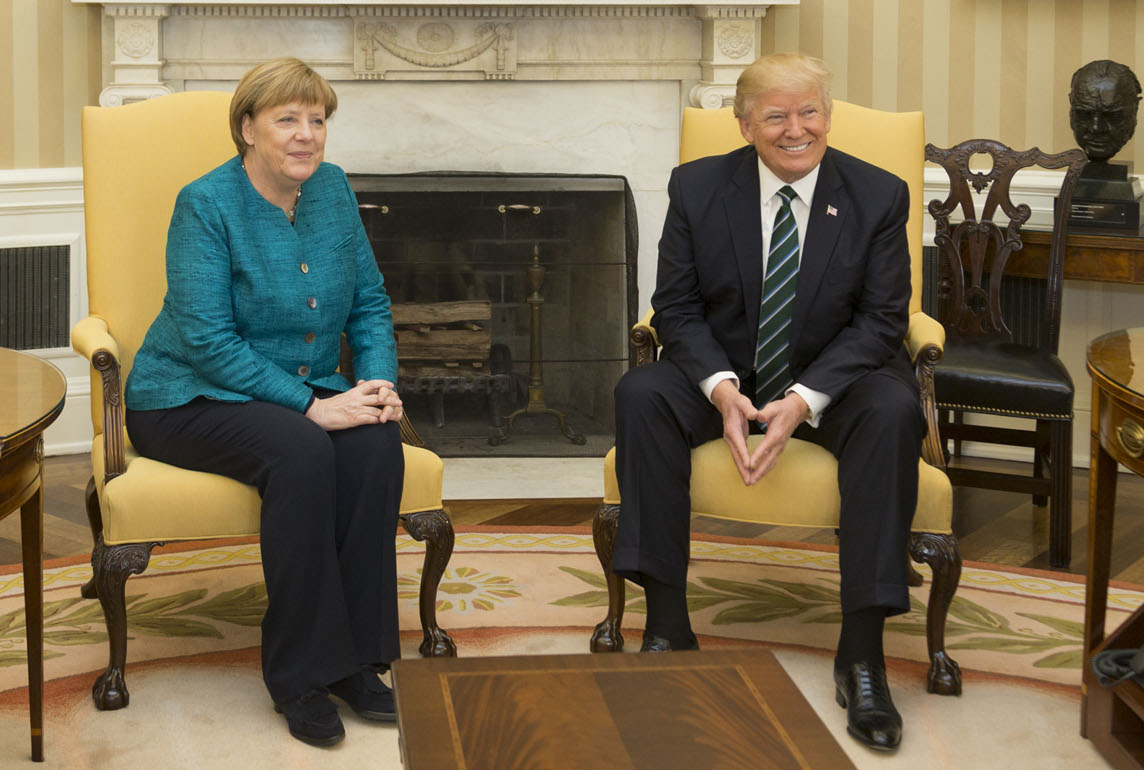
ملاقات مرکل و ترامپ در دفتر بیضی شکل

آنگلا مرکل در مارس ۲۰۱۷ برای نخستین بار در دوران ریاست جمهوری دونالد ترامپ از کاخ سفید بازدید کرد. این دیدار مدت ها پیش بینی می شد زیرا سیاستمداران دیدگاه های بسیار متفاوتی در مورد روابط آتی ترانس آتلانتیک خود داشتند.  به نظر می‌رسید که تنش‌ها با نشستن دو رهبر جهان در دفتر بیضی شکل ، جایی که کارشناسان زبان بدن به ناهنجاری خاصی اشاره کردند، به اوج خود رسید. وقتی چند خبرنگار از آن دو خواستند عکسی در حال دست دادن بگیرند، مرکل خم شد تا دستش را بدهد و به نظر می‌رسید که ترامپ این سوال را نادیده گرفته است. این که آیا این عمدی بوده یا نه، مورد مناقشه است. با این حال، این امکان را برای حدس و گمان در مورد روابط آینده رهبر فراهم کرد.  صرف نظر از حدس و گمان رسانه ها، به نظر نمی رسید این رویداد مرکل را نگران کند. او در ملاقات با رؤسای جمهور ایالات متحده، ترامپ سومین نفر است. نقش مرکل در صحنه جهانی هرگز تاکید بر اختلافات نبوده بلکه دیپلماسی را حفظ کرده است. من به جای مقابله به دنبال همکاری هستم. 

### بحران کووید ۲۰۲۰
پیشینه علمی مرکل بدون شک او را برای مدیریت دنیاگیری کووید-۱۹ آماده کرده بود. از زمانی که ویروس برای اولین بار در آغاز سال ۲۰۲۰ به آلمان رسید، صدراعظم به طور مداوم کنفرانس های مطبوعاتی برای درک ویروس و حفظ اطلاعات در دسترس داشت. او حتی به دلیل ارائه یک سخنرانی زنده در مورد توضیح عامل " R0 " در یکی از کنفرانس های مطبوعاتی خود، در فضای مجازی منتشر شد، جایی که او به رای دهندگان خود یادآوری کرد که صدراعظم آنها مدرک دکترا گرفته است. در شیمی کوانتومی قبل از پیوستن به سیاست  آلمان از زمان ظهور موج دوم در پاییز ۲۰۲۰، در طول همه گیری احتیاط کرده است. منطق علمی مرکل، همراه با جذابیت عاطفی او، به او این امکان را داده است که از محبوبیت بالایی برخوردار باشد. 